# Абэ, Тадаси
Тадаси Абэ (яп. 阿部 肇; род. 29 января 1963 или 28 января 1963, Тиба) — японский гребец, выступавший за сборную Японии по академической гребле в 1984—1993 годах. Чемпион Азиатских игр, участник трёх летних Олимпийских игр. Также известен как тренер, профессор Университета Сэндай.

## Биография
Тадаси Абэ родился 29 января 1963 года в префектуре Тиба, Япония.
Заниматься академической греблей начал в 1979 году, состоял в гребной команде во время учёбы в Университете Сэндай, неоднократно принимал участие в различных студенческих регатах.
Дебютировал в гребле на взрослом международном уровне в сезоне 1984 года, когда вошёл в основной состав японской национальной сборной и благодаря череде удачных выступлений удостоился права защищать честь страны на летних Олимпийских играх в Лос-Анджелесе. В составе распашного четырёхместного экипажа, куда также вошли гребцы Сатору Миёси, Сюнсукэ Кавамото, Хидэаки Маэгути и рулевой Акихиро Койкэ, сумел квалифицироваться лишь в утешительный финал B и расположился в итоговом протоколе соревнований на восьмой строке.
В 1986 году в распашных безрульных двойках одержал победу на Азиатских играх в Сеуле.
Находясь в числе лидеров гребной команды Японии, благополучно прошёл отбор на Олимпийские игры 1988 года в Сеуле — на сей раз стартовал в программе восьмёрок, отобрался в финал B и показал итоговый девятый результат.
В 1990 году побывал на Азиатских играх в Пекине, откуда привёз награду серебряного достоинства, выигранную в зачёте парных двоек — в решающем финальном заезде пропустил вперёд только экипаж из Китая.
В 1991 году отметился выступлением на чемпионате мира в Вене, где в парных двойках закрыл двадцатку сильнейших.
В 1992 году отправился представлять страну на Олимпийских играх в Барселоне — здесь в восьмёрках попал в финал C и занял итоговое 13 место.
После барселонской Олимпиады Абэ ещё в течение некоторого времени оставался в составе японской национальной сборной и продолжал принимать участие в крупнейших международных регатах. Так, в 1993 году он стартовал в распашных безрульных четвёрках на мировом первенстве в Рачице, где показал 16 результат.
Впоследствии занимался тренерской деятельностью, являлся тренером сборной Японии по академической гребле на Олимпийских играх 2004 года в Афинах, Олимпийских играх 2008 года в Пекине, Олимпийских играх 2012 года в Лондоне, Олимпийских играх 2016 года в Рио-де-Жанейро, Олимпийских играх 2020 года в Токио, главным тренером молодёжной сборной с 2001 по 2011 год. Профессор Университета Сэндай, имеет степень магистра физического воспитания.